# Деркач, Мария Афанасьевна
Мария Афанасьевна Деркач (1928—2018) — советский хозяйственный и политический деятель.

## Биография
Родилась в 1928 году в селе Колтуновка. Член КПСС.
Окончила заочно Харьковский сельскохозяйственный институт им. В. В. Докучаева.
В 1947—1953 гг. — инспектор культпросветотдела Алексеевского райисполкома, секретарь Колтуновского сельсовета.
В 1953—1960 гг. — учительница биологии Щербаковской 7-летней школы, председатель Щербаковского сельсовета Алексеевского района Белгородской области.
В 1960—1968 гг. — председатель колхоза «Верный путь» села Тютюнниково Алексеевского района Белгородской области.
В 1968—1980 гг. — председатель Корочанского райисполкома.
В 1980—1988 гг. — заведующая Белгородским областным отделом социального обеспечения.
В 1989—2009 гг. — председатель Белгородского областного совета ветеранов войны, труда, Вооруженных Сил и правоохранительных органов.
Депутат Верховного Совета СССР 6-го созыва. Делегат XXII съезда КПСС.
Почетный гражданин Белгородской области.
Умерла в Белгороде в 2018 году.